# 1768 a tudományban
Az 1768. év a tudományban és a technikában.

## Díjak
- Copley-érem: Peter Woulfe

## Születések
- március 21. - Joseph Fourier matematikus († 1830)
- július 18. - Jean-Robert Argand matematikus († 1822)

## Halálozások
- február 2. - Robert Smith matematikus (* 1689)
- június 15. - James Short matematikus és optikus (* 1710)
- szeptember 2. - Antoine Deparcieu matematikus (* 1703)
- szeptember 11. - Joseph-Nicolas Delisle csillagász (* 1688)
- október 1. - Robert Simson matematikus (* 1687)